# Nossa Senhora da Expectação
Nossa Senhora da Expectação ist eine Gemeinde (Freguesia) im portugiesischen Kreis Campo Maior. In ihr leben 3684 Einwohner (Stand 19. April 2021).